# Mia Dreese
Mia Dreese (Amsterdam, 11 november 1946) is een Nederlandse fluitiste.
Zij treedt op met een soloprogramma, waarbij zij op acht verschillende typen fluit speelt, en vormt een duo met de pianiste Marjes Benoist. Daarnaast geeft Mia Dreese lezing-recitals in binnen- en buitenland.
Zij is docente fluit (zowel voor moderne, als barok- en kleppenfluit), methodiek en uitvoeringspraktijk in Amstelveen. Zij leidt op voor de examens van de Schumann Akademie en maakt regelmatig deel uit van eindexamencommissies aan conservatoria en van jury’s bij (jeugd)concoursen.
Mia Dreese is hoofdredacteur van het tijdschrift FLUIT. Van 1992-2007 was zij bovendien voorzitter van het Nederlands Fluit Genootschap.
Zij is 25 jaar verbonden geweest aan het Noord-Nederlands Conservatorium in Groningen. Zij studeerde bij Frans Vester aan het Koninklijk Conservatorium in Den Haag en voltooide deze studie cum laude, waarna haar de Prix d’Excellence werd toegekend. Tevens volgde Mia Dreese masterclasses bij Marcel Moyse en William Bennett. Zij werd onderscheiden met de Zilveren Fock-medaille en de Vriendenkrans van het Concertgebouw en het Concertgebouworkest.